# Будё (аэропорт)
Аэропорт Будё (норв. Bodø lufthavn; (ИАТА: BOO, ИКАО: ENBO)) — гражданский аэропорт, расположенный в городе Будё в муниципалитете Будё в фюлюке Нурланн, Норвегия. Расположенный к югу от центра города, на самой западной оконечности полуострова Будё, он разделяет объекты с военной авиабазой Будё. В аэропорту есть единственная бетонная взлетно-посадочная полоса размером 2794 × 45 метров, которая проходит с востока на запад. Помимо полетов на самолетах по основным внутренним направлениям, аэропорт служит центром для рейсов региональных авиакомпаний в Хельгеланд, Лофотенские острова и Вестеролен.
По данным Avinor, она может построить новый аэропорт ко второй половине 2029 года. Планируется построить новый аэропорт примерно в одном километре к югу и построить новый район умного города на месте нынешнего аэропорта. Умный город будет в значительной степени сосредоточен на транспорте и устойчивом развитии.

## История
Почтовые рейсы в Будё начались в 1921 году, а до 1940 года аэропорт обслуживал гидросамолеты авиакомпании Widerøe.
Первая взлетно-посадочная полоса в аэропорту Будё была построена во время Второй мировой войны британскими войсками после вторжения Германии в Норвегию. 26 мая 1940 года три Gloster Gladiator Королевских ВВС во главе с лейтенантом Цезарем Халлом приземлились в аэропорту в ходе первой воздушной обороны города. Район был болотистым, и первая импровизированная взлетно-посадочная полоса состояла из деревянных досок, плавающих по воде. Вскоре люфтваффе захватили аэропорт и удерживали его на протяжении всей войны, в то же время взлетно-посадочная полоса была забетонирована.
До начала Корейской войны в 1950 году, в аэропорту не производилось никаких существенных работ. Запад боялся советского нападения на Западную Европу, поэтому в аэропорту была построена новая военная база, к юго-западу от старой. Первоначально планировалось завершить строительство в 1951 году, но новый аэропорт начал полностью функционировать в 1956 года, хотя гражданский терминал открылся в 1952 году. С тех пор в Будё базируются истребители. В 1988 году НАТО вложило огромные суммы денег, чтобы аэродром мог обслуживать крупные воздушные силы в случае чрезвычайной ситуации.
Аэропорт использовался во время испытаний Concorde в июне 1975 года.
В начале 1980-х годов началось обсуждение и проектирование нынешнего гражданского терминала. Министерство финансов Норвегии одобрило проект в начале 1988 года. Строительство началось через несколько недель после его одобрения и было завершено весной 1990 года. Терминал имеет 11 выходов на посадку, три из которых оборудованы трапами. С момента открытия в 1990 году количество пассажиров увеличилось с 820 000 до 1 700 000 в 2013 году.

## Военная база
Авиабаза Будё, расположенная рядом с аэропортом, является крупнейшей авиабазой в Норвегии, находящейся в ведении Королевских ВВС Норвегии. На этой аэродроме базируются 331-я и 332-я эскадрильи, оснащенные истребителями General Dynamics F-16 Fighting Falcon, а также подразделение 330-й эскадрильи, оснащённой вертолетами Westland Sea King.

## Авиакомпании и направления
Аэропорт является центром региональных рейсов между Тронхеймом и Тромсё, а также обслуживает более десяти ежедневных двухсторонних рейсов в Осло. Также обслуживаются несколько международных сезонных маршрутов.

## Статистика

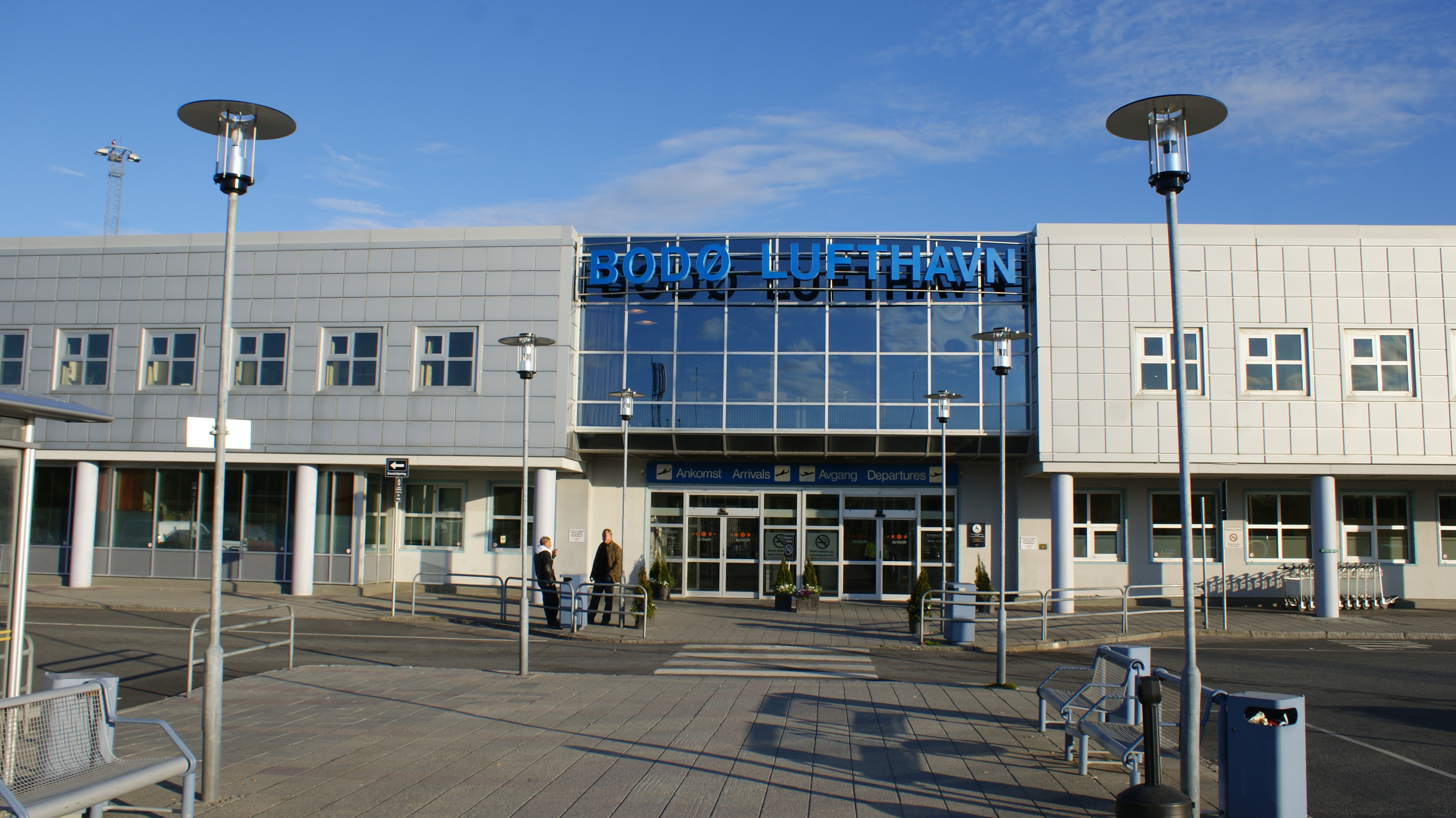
Главный терминал аэропорта Будё.

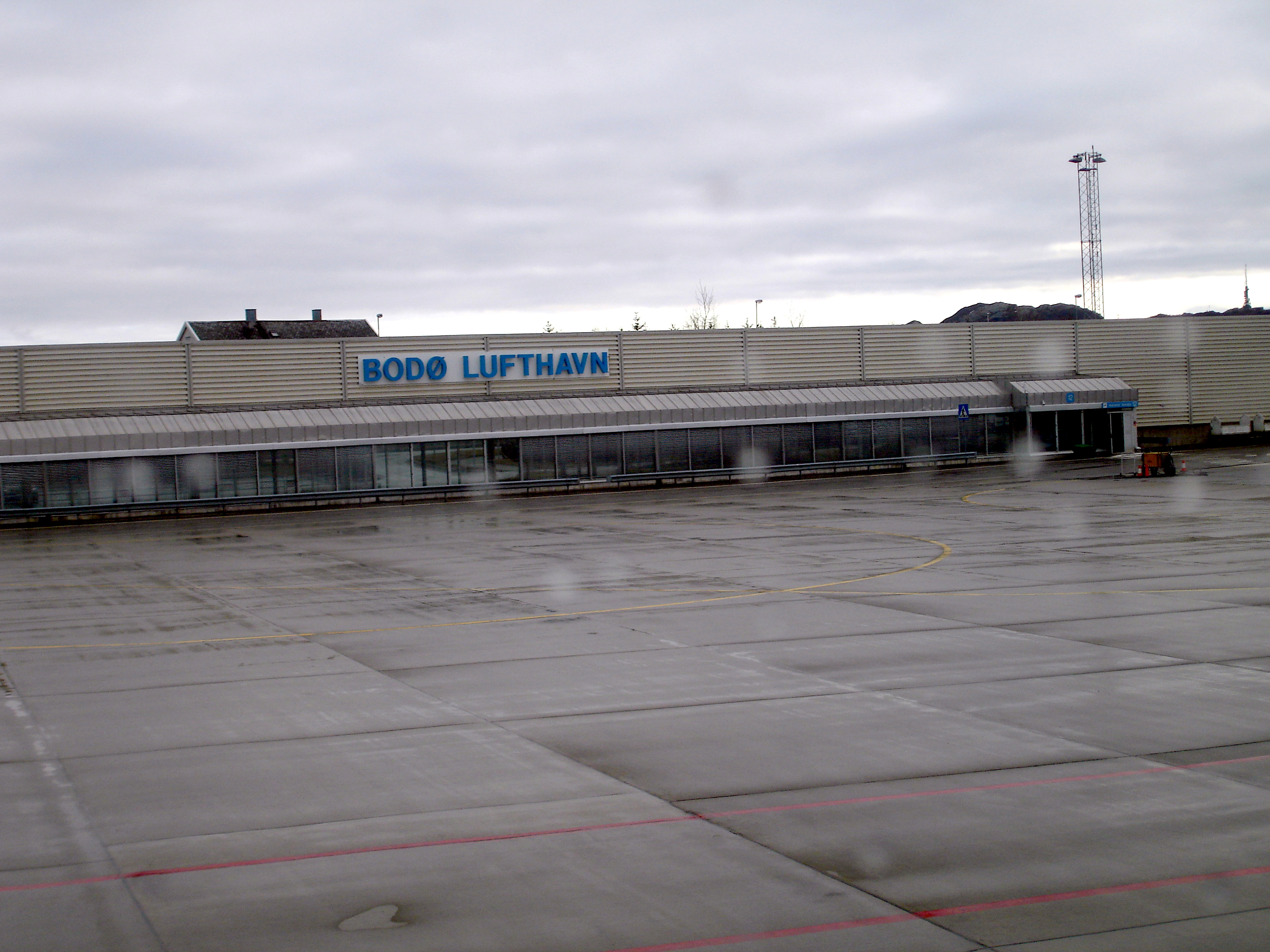
Меньший терминал авиации общего назначения в Будё.

Данные из запроса в Викиданные.

## Наземный транспорт
Аэропорт находится очень близко к центру города, на расстоянии около 1,5 км, а от железнодорожного вокзала 2,0 км. Добраться до аэропорта можно на местном автобусе, на такси или пешком. Есть также региональные автобусы из аэропорта.

## Норвежский музей авиации
Норвежский музей авиации расположен рядом с аэропортом в здании, имеющем форму пропеллера. Авиационный центр в аэропорту был утвержден парламентом 31 марта 1992 г. и открыт 15 мая 1994 г. Выставка военной авиации была открыта в мае 1995 г. Норвежский музей авиации был образован 1 января 1998 г., при поддержке правительства Норвегии, городского совета Будё и окружного совета Нурланна. Музей имеет статус «национального музея» и финансируется за счет государственного бюджета.
В музее представлены несколько военных самолетов, в том числе Lockheed U-2, Gloster Gladiator и Supermarine Spitfire. На выставке также представлены несколько гражданских самолетов, таких как de Havilland Canada DHC-3 Otter, Junkers Ju 52 и Fokker F28-1000 Fellowship.

## Авиакатастрофы и происшествия
- Самолёт-разведчик Lockheed U-2 базировался в Будё с 1958 года. 1 мая 1960 года U-2, пилотируемый Гэри Пауэрсом, направлялся в Будё из Пешавара, но был сбит, что привело к новому кризису между СССР и США.
- Финский Beechcraft V35B Bonanza, исчез 24 июня 1974 года в ненастную погоду при подходе аэропорту Будё. В нем находились пять членов совета саамов и пилот[12].
- 4 декабря 2003 г. в самолет Dornier 228 авиакомпании Kato Airlines, выполнявший рейс 603, ударила молния, в результате чего была сломана тяга управления подъёмником шасси. Впоследствии самолет совершил жёсткую посадку недалеко от взлетно-посадочной полосы и был списан. Оба члена экипажа получили серьезные травмы, а оба пассажира получили легкие травмы[13].
- 29 сентября 2004 г. проситель убежища, вооруженный топором, напал на пилота рейса 605 авиакомпании Kato Airline, следовавшим из Нарвика-Фрамнеса, в результате чего самолет Dornier 228 начал пикировать. Нападавший был задержан пассажирами, в том числе Оддом Эриксеном, позже министром торговли Норвегии, и самолет благополучно приземлился в аэропорту [14].